# Kruisdraging (Museum Fritz Mayer van den Bergh)
De Kruisdraging is een 16e-eeuws schilderij van een navolger van Jheronimus Bosch met de kruisdraging van Jezus Christus als thema. Het schilderij is een schenking van de familie Jacobs-van Merlen aan de Koning Boudewijnstichting. De kruisdraging wordt tentoongesteld in het Museum Fritz Mayer van den Bergh te Antwerpen.

## Iconografie
Een grote groep gewapende en exotisch uitgedoste figuren omringt Christus die het kruis op zijn linkerschouder draagt, op weg naar Golgotha. Christus wordt gevolgd door vier ruiters waarvan de paarden de karakteristieke kleuren vertonen (wit, bruin, geel en waarschijnlijk zwart). Voor de gelovigen van die tijd verwijzen ze naar de ruiters van de Apocalyps. De ruiter op de schimmel is Pontius Pilatus. Hij houdt een doornentak of gerechtsroede in zijn hand. Voor mensen uit Noordwest-Europa gold een vonnis alleen als rechtsgeldig indien de rechter een gerechtsroede in zijn hand hield. Men kan deze schilderij zien als een uiting van Moderne devotie, een beweging die in de late middeleeuwen ontstond als reactie op de wanpraktijken in de katholieke kerk. Het lijden van Christus afbeelden was een aansporing om vromer te leven.

## Achtergrond
Het monogram op het eikenhouten paneel lijkt sterk op dat van Jan Mandijn (1502-1560). Experts schreven dan ook lange tijd deze schilderij aan hem toe. Een analyse, op initiatief van de Koning Boudewijnstichting, bracht aan het licht dat deze schilderij niet het werk kon zijn van Jan Mandijn. Het onderzoek toonde aan dat er daarvoor te veel verschillen waren, zowel qua stijl als techniek. Jheronimus Bosch kende veel bijval bij kunstschilders in Antwerpen en dit werk getuigt hiervan. De Kruisdraging is in het museum te zien naast de Dulle Griet van Bosch en sluit qua beeldtaal hierbij aan.

## Geschiedenis
De schenkers, de familie Jacobs-van Merlen, zijn verwant met de familie Mayer-van den Bergh, en is de reden waarom dit werk in dit Antwerps museum in 2010 door het Erfgoedfonds van de Koning Boudewijnstichting in permanente bruikleen werd ondergebracht.